# Spionage in Fernost

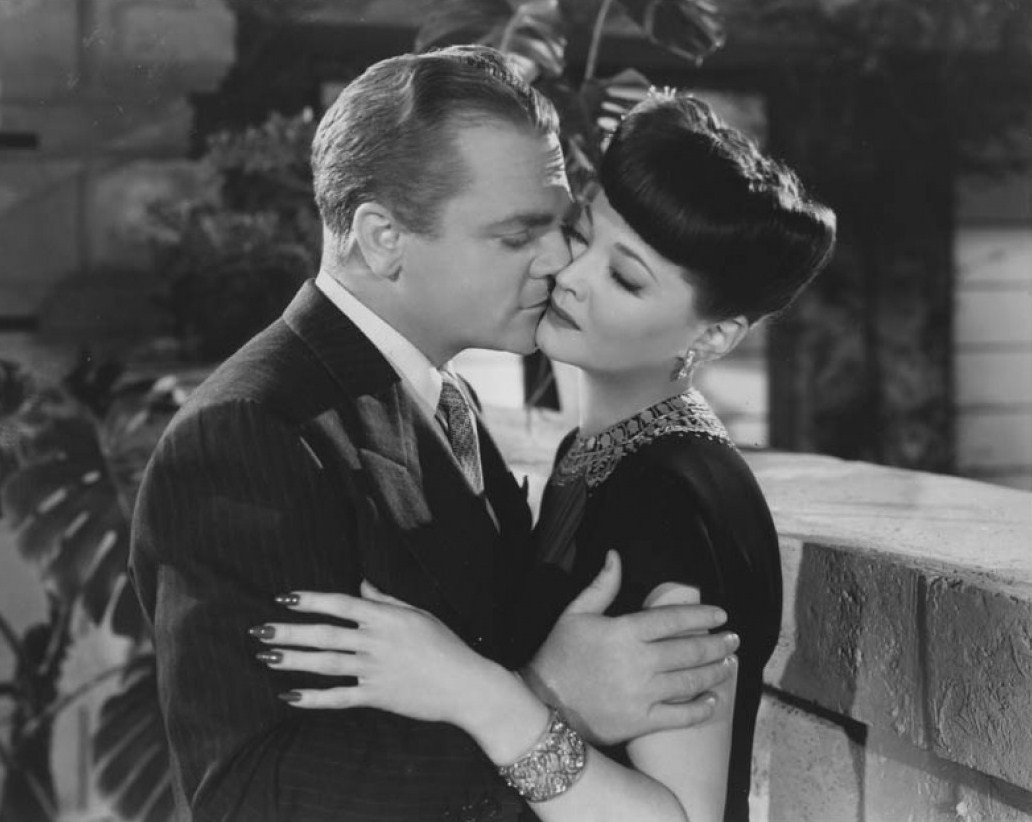
Spionage in Fernost (Blood on the Sun) (1945)

Spionage in Fernost ist ein US-amerikanisches Filmdrama aus dem Jahre 1945 von Frank Lloyd mit James Cagney in der Hauptrolle.

## Handlung
Der US-amerikanische Reporter Nick Condon berichtet im Jahre 1929 aus Tokio für eine englischsprachige Zeitung, den Tokyo Chronicle, in der er über die japanische Politik schreibt. Eines Tages erfährt Condon von einem brisanten japanischen Geheimdokument, dem so genannten Tanaka-Papier, benannt nach dem gleichnamigen japanischen Premierminister, in dem der Politiker von zukünftigen Expansionsbestrebungen seines Landes schwadroniert. Diese Absichten sind besonders für die Vereinigten Staaten von höchstem Interesse, gerät Japan dadurch doch in einen schweren Interessenskonflikt mit den USA, die sich wie Japan als pazifische Großmacht begreifen. Als Condon seine heikle Enthüllung publiziert, ist bald der Teufel los. Kurz nach der Veröffentlichung erhält der Tokyo Chronicle Besuch von der japanischen Geheimpolizei. Condon selbst ist sich zunächst nicht bewusst, welche Lawine er durch seinen Artikel losgetreten hat. Zuerst sieht sich sein Verleger scharfen Angriffen ausgesetzt, dann zeigt die japanische Militärpolizei in Gestalt von Hauptmann Oshima unmittelbares Interesse an Condon. Er wird nach seiner Quelle befragt, schweigt aber eisern. Als die Polizei erkennt, dass Condon nicht zur Kollaboration bereit sein wird, verhaften sie den Amerikaner zunächst, um ihn unter Druck zu setzen.
Condon zieht seinen Reporter-Kollegen Ollie Miller vom Tokyo Chronicle zurate und überredet diesen, der Sache weiter auf den Grund zu gehen. Als Ollie und seine Frau Edith Japan wenig später verlassen wollen, nimmt die japanische Geheimpolizei an, er wolle mit dem Dokument auf einem ablegenden Schiff in Richtung Vereinigte Staaten entkommen, und unternimmt tödliche Gegenmaßnahmen. Condon, der sich ebenfalls an Bord befindet, entdeckt die erdrosselte Edith Miller, während kurz darauf vor Condons Haus Ollie Miller erschossen wird. Ehe Ollie stirbt, kann er Condon noch den offensichtlich entwendeten, originalen Tanaka-Plan überreichen. Wenig später erhält Condon unangenehmen Besuch von Hauptmann Oshima, der Condons Haus auf den Kopf stellt, das Dokument jedoch nicht entdeckt, da der Amerikaner es klugerweise hinter einem Bildnis von Kaiser Hirohito versteckt hatte, der als Tenno des Landes selbst als Foto als unantastbar gilt. Condon wird von Oshima dennoch abgeführt und in einen japanischen Kerker geworfen. Nun beginnen sich auch höchste japanische Stellen für Condon und sein Wissen zu interessieren. Der amerikanische Reporter wird dem Verfasser des Dokuments, Premier Tanaka, vorgeführt, der ihn noch einmal ebenso subtil wie nachdrücklich dazu auffordert, das Dokument herauszurücken. Jetzt weiß Condon erstens, dass der Inhalt des Papiers die offiziellen japanischen Absichten widerspiegelt, und zweitens, dass die Japaner es hinter dem Tenno-Bild noch nicht entdeckt haben.
Um den Druck zugunsten seiner Freilassung zu erhöhen, behauptet Condon öffentlich, dass er die Absicht hege, demnächst in die Vereinigten Staaten heimzureisen. Condons Aktivitäten finden durchaus auch Zuspruch in liberalen, japanischen Kreisen, die eine japanische Expansions- und Hegemonialpolitik ablehnen. Condon lernt Iris Hilliard, eine Halb-Chinesin, kennen, von der er annimmt, dass sie etwas mit der Ermordung Ediths zu tun haben könnte. Dennoch ist er von der enigmatischen Eurasierin fasziniert und verliebt sich in sie. Er ahnt nicht, dass Iris im Dienst Tanakas steht und Condon ausspionieren und das brisante Dokument wiederbeschaffen soll. Über den Kollegen Joseph Cassell erfährt Nick, dass Iris von den Japanern auf ihn angesetzt wurde. Mit diesem Wissen konfrontiert, gesteht Iris Nick, dass sie tatsächlich in Tanakas Diensten steht, jedoch heimlich mit Japans Liberalen sympathisiert. Da sich ihre Ehrfurcht vor Kaiser Hirohito in Grenzen hält, hatte sie auch keine Probleme, hinter dem Porträt nachzusehen. Dort fand sie das Dokument, das sie nun Nick übergibt. Da Iris wie Nick von der Geheimpolizei abgehört wurden, wissen Nicks Gegner, dass Iris ein Doppelspiel spielt, und nehmen sie daraufhin fest. Doch die Halb-Chinesin kann entkommen, woraufhin der entehrte Tanaka Harakiri begeht.
Ehe Condon das Land in Richtung USA verlässt, nimmt die entflohene Iris Kontakt zu ihm auf und bittet, ihn noch einmal treffen zu können. Condon kann die ihn auf Schritt und Tritt verfolgende Geheimpolizei abschütteln und trifft sich mit Iris am Hafendock. Sie ist in Begleitung von Prinz Tatsugi gekommen, einem gestandenen Liberalen Japans. Dem hohen Regierungsbeamten ist klar, dass die japanischen Offiziellen behaupten werden, dass es sich bei dem Papier um eine Fälschung handelt, und so gibt Tatsugi sein offizielles Siegel auf das Dokument, um dadurch dessen Echtheit zu beglaubigen. Als die Polizei eintrifft, überreicht Condon das nunmehr rechtsgültige Dokument an Iris, die auf einem Fischerboot entkommt, während Tatsugi von den eigenen Leuten umgebracht wird. Condon versucht die Verfolger so lang er kann aufzuhalten und von Iris abzulenken. Condon kann sogar den eingetroffenen Hauptmann Oshima im Judo-Zweikampf besiegen und entkommt dessen Geheimpolizei-Schergen. Dann flieht Nick zu der Botschaft seines Landes. Ehe er deren Boden betreten kann, wird er niedergeschossen und festgesetzt. Das Tanaka-Papier, das die Japaner verzweifelt bei ihm suchen, finden sie jedoch nicht. Ein US-Diplomat kommt vor die Tür, um dem schwer verwundeten Nick in die Botschaft zu helfen.

## Produktionsnotizen
Spionage in Fernost entstand in der Spätphase des Zweiten Weltkriegs, ab Mitte Oktober 1944, und wurde am 26. April 1945 uraufgeführt. New Yorker Premiere war am 28. Juni 1945. Massenstart war am 15. Oktober desselben Jahres. Die deutsche Erstaufführung fand am 6. Oktober 1950 statt.
Der Film kostete etwa 750.000 $ und spielte rund 3,4 Millionen $ ein. Damit galt der Film als großer Kassenerfolg.
Die Filmarchitekten Wiard Ihnen und A. Roland Fields erhielten 1946 jeweils einen Oscar für die Beste Filmarchitektur/Ausstattung bei einem Schwarzweißfilm. Produzent William Cagney war James Cagneys jüngerer Bruder.
Das Original Blood on the Sun wurde nach der Kinopremiere zu einem Hörspiel umgestaltet, das am 3. Dezember 1945 als eine Episode der Lux-Radio-Theater-Reihe mit James Cagney und Sylvia Sidney in ihren alten Rollen gesendet wurde. Am 16. Oktober 1946 erfolgte eine Neufassung im Rahmen des Academy Award Theaters, diesmal mit John Garfield in der Cagney-Rolle.

## Wissenswertes
Dass ein US-Journalist das real existierende Tanaka-Dokument 1929 entdeckt und veröffentlicht hat, wie in diesem Film behauptet wird, ist pure Fiktion.

## Synchronisation
| Rolle                  | Darsteller       | Synchronsprecher |
| ---------------------- | ---------------- | ---------------- |
| Nick Condons           | James Cagney     | Hans Emons       |
| Iris Hilliard          | Sylvia Sidney    | Friedel Schuster |
| Premierminister Tanaka | John Emery       | Friedrich Joloff |
| Oberst Tojo            | Robert Armstrong | Manfred Meurer   |
| Ollie Miller           | Wallace Ford     | Erwin Bootz      |
| Edith Miller           | Rosemary DeCamp  | Ruth Hellberg    |
| Hauptmann Oshima       | John Halloran    | Gerhard Bienert  |
| Joseph Cassell         | Rhys Williams    | Erich Poremski   |
| Prinz Tatsugi          | Frank Puglia:    | Otto Stoeckel    |

## Kritiken
Bosley Crowther schrieb in der New York Times: „Wir haben hier also einen unterhaltsamen Film im altehrwürdigen Cagney-Groove – hart, knallhart und explosiv, mit gerade genug rudimentärer Spannung.“
Der Movie & Video Guide nannte den Film kurz und knapp ein „gutes Melodram“.
Halliwell’s Film Guide konstatierte: „Befriedigender Star-Actionfilm in guter Produktion und mit aufregenden Höhepunkten.“
In The New Yorker wurde 1945 gespottet: „Könnte nett für all diejenigen sein, die Freude haben an einem gut 90-minütigen Massaker.“
Im Lexikon des Internationalen Films heißt es: „Naiv-abenteuerlicher Agentenfilm, zeitgemäß antijapanisch eingefärbt.“